# Rue Grignan
La rue Grignan est une voie de la ville de Marseille.

## Situation et accès
Cette rue est située à la limite des 1er et 6e arrondissements de Marseille. Elle va de la rue de Rome à la place de la Corderie Henri Bergasse. Elle prolonge la rue Estelle. 

## Origine du nom
Elle doit son nom au lieutenant général en Provence, François Adhémar de Monteil, comte de Grignan, surtout connu pour avoir épousé Françoise de Sévigné, fille de la marquise de Sévigné. 

## Historique
Le comte de Grignan avait fait construire un hôtel particulier qui occupait un vaste quadrilatère compris entre la rue Grignan, la rue Saint-Ferréol et la rue Montgrand. Cette résidence appartiendra par la suite à un riche négociant, Jean Payan, qui mourra sur l’échafaud le 21 janvier 1794. L’ensemble sera loti en 1820 et sur une de ses parcelles sera construit au no 15 le temple protestant.

## Bâtiments remarquables et lieux de mémoire
- Au N° 15 se situe le plus ancien temple protestant de Marseille, construit en 1825. Il a été rénové en 2011.
- Au N° 17 s’élevait l’hôtel de Foresta-Collongue qui deviendra l’hôtel d’Orient où séjourneront Alphonse de Lamartine en août 1844, Honoré de Balzac en octobre 1845 et François-René de Chateaubriand en juin 1845[2].
- Au N° 19 se trouve le musée Cantini. Cet hôtel est construit en 1694 par la famille Montgrand et abrite la Compagnie du Cap Nègre qui exploitait notamment le corail sur les cotes algériennes. Cet hôtel est ensuite acheté par le marbrier Jules Cantini qui en fait don en 1815 à la ville de Marseille pour y faire un musée[3].
- Au N° 39 se trouve l'hôtel Joachim de Surian. En fut propriétaire Jean-Baptiste de Montgrand, maire de Marseille[4].
- Au N° 39-43 se trouve la Banque Martin Maurel
- Au N° 53, hôtel Guillaume de Paul où logera Masséna en 1815[5].
- Au N° 66, église Saint-Charles.
- Entre la rue Breteuil et la place de la Corderie Henri Bergasse, la rue Grignan longe le Palais de Justice.